# Litueche
Litueche ist eine Stadt und Gemeinde in der Provinz Cardenal Caro in der Región del Libertador General Bernardo O’Higgins in Chile. Bei der Volkszählung im Jahr 2017 hatte sie 6294 Einwohner. Die Gemeinde erstreckt sich über eine Fläche von 618,8 km².

## Geschichte
Das Wort Litueche kommt von Mapudungun lüg („weiß“), tue („Land“) und che („Volk“ oder „Person“) und bedeutet „Volk des weißen Landes“. Dieser Name wurde vom Mapuche-Linguisten Domingo Curaqueo erfunden. Der ursprüngliche Name des Gebiets war Pucalán („die Knospen“). Im 17. Jahrhundert wurde die Kapelle San Lorenzo de Pucalán errichtet. Später, als sie ihre Widmung in die der Maria Rosenkranzkönigin änderte, wurde sie 1750 zur Kapelle Rosario de Pucalán.
Die Gemeinde wurde am 20. Februar 1909 durch Gesetz der Republik als Gemeinde unter dem Namen El Rosario auf dem Gebiet der Unterdelegation Rosario gegründet. Im Jahr 1979 wurden die Grenzen der Gemeinde geändert und der Ortsname in den heutigen Namen Litueche umgeändert.

## Bevölkerung
Laut der Volkszählung des Nationalen Statistikinstituts von 2002 hatte Litueche 5526 Einwohner (2932 Männer und 2594 Frauen). Von diesen lebten 2479 (44,9 %) in städtischen Gebieten und 3047 (55,1 %) auf dem Land. Die Bevölkerung wuchs zwischen den Volkszählungen von 1992 und 2002 um 1,1 % (60 Personen). Im Jahr 2017 zählte man 6294 Personen.